# Forever, Michael
Albums de Michael Jackson
Music and Me
(1973) Off the Wall
(1979)
Singles
1. We're Almost There
Sortie : 6 février 1975
2. Just a Little Bit of You
Sortie : 29 avril 1975
3. One Day in Your Life
Sortie : 25 mars 1981

Forever, Michael est le quatrième album studio solo de Michael Jackson, sorti le 16 janvier 1975. C'est son dernier album enregistré sous le label Motown.
L'album se classe uniquement aux États-Unis, à la 101e place du classement Billboard Top LPs & Tape et à la 10e place du classement Billboard Top Soul Albums. Soutenu par les singles We're Almost There et Just a Little Bit of You, l'album s'est écoulé à plus d'un million d'exemplaires.
La chanson One Day in Your Life servira de single en 1981 pour la compilation One Day in Your Life. La chanson atteint la première place au Royaume-Uni et dans plusieurs autres pays. Les chansons de Forever, Michael ont été rééditées en 2009, après la mort de Michael Jackson en juin de la même année, dans le cadre de la compilation Hello World: The Motown Solo Collection.

## Titres de l'album
| 1. | We're Almost There     | 3:41 |
| 2. | Take Me Back           | 3:29 |
| 3. | One Day in Your Life   | 4:15 |
| 4. | Cinderella Stay Awhile | 3:11 |
| 5. | We've Got Forever      | 3:12 |

| 6.  | Just a Little Bit of You | 3:14 |
| 7.  | You Are There            | 3:23 |
| 8.  | Dapper Dan               | 3:08 |
| 9.  | Dear Michael             | 2:37 |
| 10. | I'll Come Home to You    | 3:05 |

## Classements hebdomadaires
| Classement (1975)          | Meilleure position |
| -------------------------- | ------------------ |
| États-Unis (Billboard 200) | 101                |
| États-Unis (Top Soul LPs)  | 10                 |